# El Aguacatal
El Aguacatal es una localidad del estado mexicano de Campeche. Es parte del municipio de Carmen.

## Demografía
| Censo | Población |
| ----- | --------- |
| 2000  | 1 291     |
| 2010  | 1 270     |
| 2020  | 1 353     |